# 默藍驗證機
默藍驗證機是由諾斯洛普所開發的低可偵測性技術技術驗證機。該機旨在驗證低雷達探測率的飛行器在前線的生存性能。

## 發展

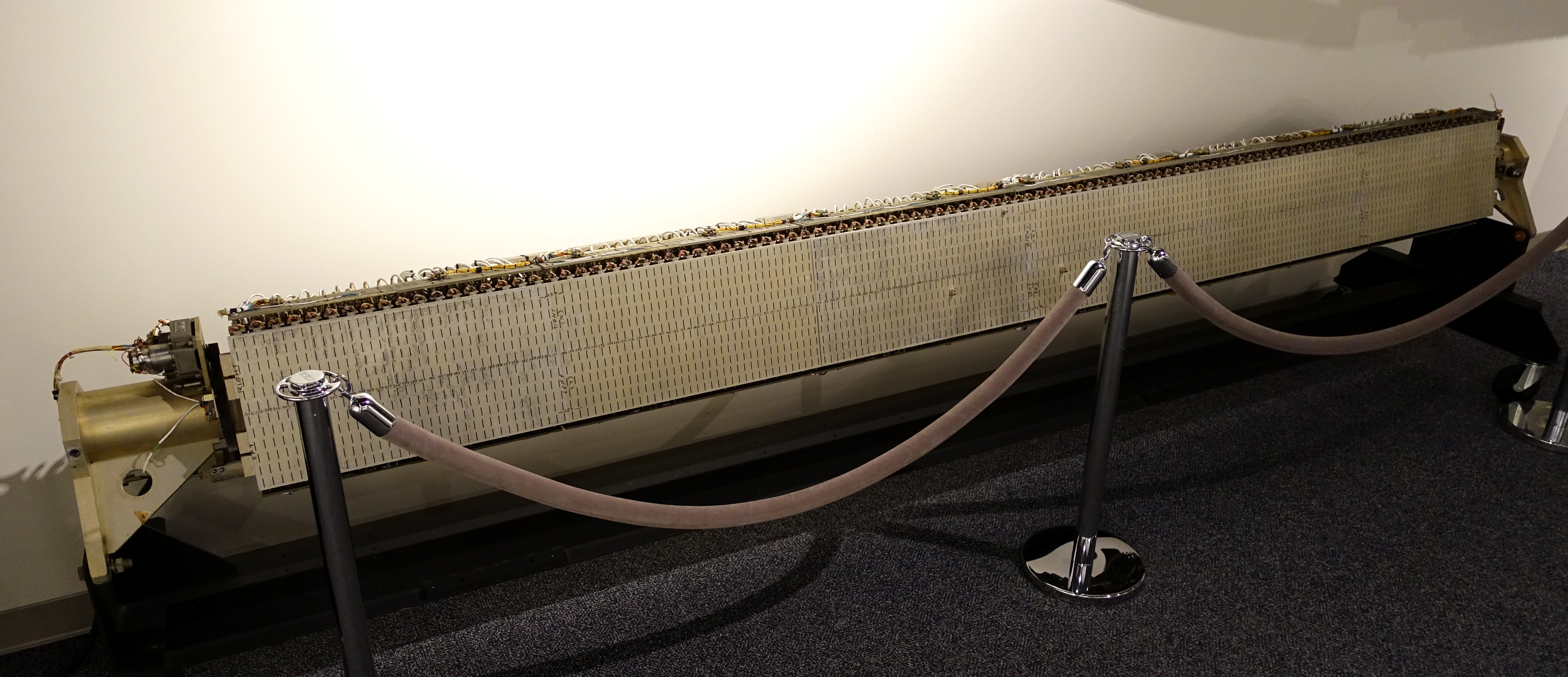
Pave Mover計畫研製的雷達天線

1976年12月，美國國防高等研究計劃署與美國空軍啟動了戰場監視飛機驗證計畫（Battlefield Surveillance Aircraft-Experimental,BSAX），目標是研發一種高生存能力的匿蹤偵察機，並可在接近前線的狀況下利用機上搭載的各種感測器對戰場進行有效的監控。BSAX計畫屬於空軍Pave Mover計畫的其中一個子計畫。
默藍在另一個被稱為Assault Breaker的計畫中扮演重要的角色，該計畫的目的是驗證使用精確導引武器對大規模裝甲集群進行攻擊的可能性。Pave Mover計畫研製的AN/APY-7雷達在此計畫中的功能是監視地面目標，而默藍驗證機則是作為匿蹤載台，並蒐集相關的實驗資料。
美國空軍最終於1996年4月30日解密默藍驗證機計畫，並稱該計畫的部分成果，包括AN/APY-7雷達在內，被沿用至E-8指揮機上。

## 設計

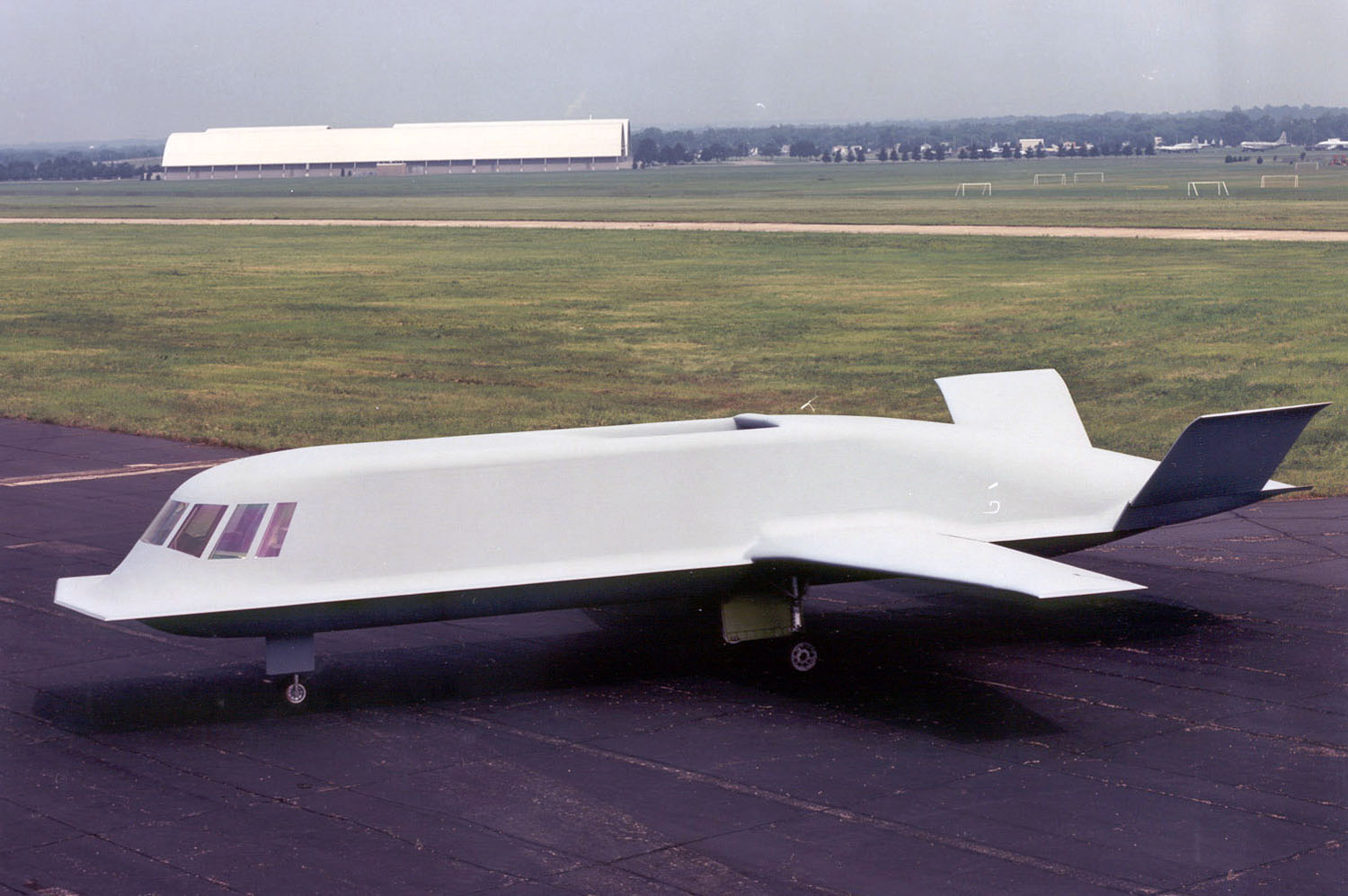
B-2轟炸機的首席設計師約翰·卡森（John Cashen）曾於1996年向媒體表示，該機是「有史以來最不穩定的飛機」。

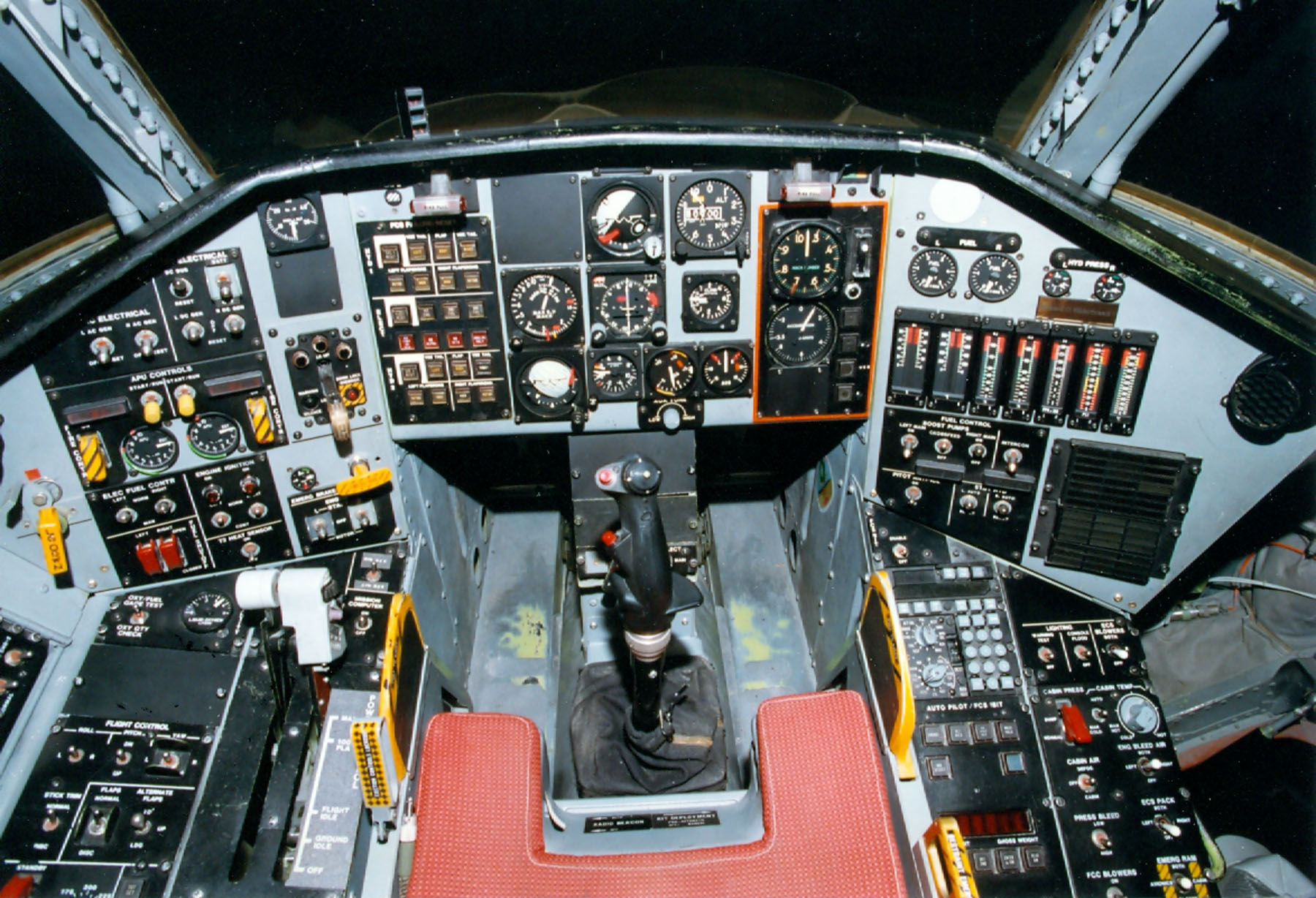
默藍驗證機的座艙

默藍驗證機因其外觀又被稱為「鯨魚」或「外星校車」，因其外型為一個裝著V型尾翼與直錐形機翼的超大機體。 該機為第一種採用弧形表面以降低雷達截面積的飛機，而這種設計又被用在諾斯洛普公司日後開發的B-2幽靈戰略轟炸機上。其機身頂部有一個與機身齊平的進氣口，做為兩具高旁通比渦輪扇發動機的空氣來源。默藍驗證機上裝有四組線傳飛控系統以幫助操控機體的翻滾與俯仰。

## 歷史
默藍驗證機於1982年2月5日在51區試飛成功，該次飛行由諾斯洛普公司的試飛員理查德·G·托馬斯執飛。在這之後的三年間又進行了135小時的飛行。
另一位曾駕駛過默藍驗證機的試飛員肯·戴森在2014年接受CNN採訪時曾透露，諾斯洛普公司為該機製造了一組完整的備份零件。若第一架「默藍」因各種原因而損失時，諾斯洛普可以在短時間內製造出第二架能飛行的試驗機。
默藍驗證機於1985年達到250小時的飛行時數，並被封存起來，直到1996年默藍計畫解密後才被重新公開展示於萊特-派特森空軍基地的美國空軍國家博物館。

## 規格

### 一般資料
- 製造商：諾斯洛普
- 乘員：1人
- 翼展：14.68公尺（48英尺2英吋）
- 長度：17.02公尺（55英尺10英吋）
- 高度：3.23公尺（10英尺7英吋）
- 翼型：克拉克Y翼
- 總重：13608公斤（30000磅）
- 發動機：2 ×Garrett ATF3（英语：Garrett ATF3）渦輪扇發動機

### 性能
- 最大速度：460公里/時（290英里/時）
- 實用升限：7600–9100公尺（25000–30000英尺）
- 推力重量比：0.36

## 另見
- 擁藍試驗機

## 外部連結
- 默藍驗證機於美國空軍國家博物館的頁面 （页面存档备份，存于）
- Tacit Blue: The Creation of Stealth （页面存档备份，存于）